# واخروشفه
شهر واخروشفه (به روسی: Вахрушеве) در استان لوهانسک در کشور اوکراین واقع شده‌است. جمعیت این شهر ۱۴٬۷۷۳ نفر  است.